# 川上忠克
川上忠克（かわかみ ただかつ，永正4年（1507年）——文禄元年（1592年）），島津氏家臣。川上荣久之子。子为川上忠赖、川上久朗。通称源三郎、又九郎。入道名「意釣」。官至上野介。
島津氏庶流川上氏一族，兄长道堯由于体弱多病而继承家督，继承祖父遗留下来的串木野30町的领地。
天文年間，因为自己的次女成为了薩州島津氏当主岛津实久的继室而成为了实久的家臣。但是由于岛津实久与島津貴久争斗失败而没落后在天文8年（1539年）8月向岛津貴久降伏。之后被流放到甑島，3年后被赦免罪行并称为岛津氏的家老。